# Elgiganten Phone House
Elgiganten Phone House (fd The Phone House) är en återförsäljare specialiserad på mobil kommunikation. Phone House riktar sig både till privatpersoner och företagskunder.

## Historia
Elkjøp Phone House grundades i Sverige 1984 av Gillis Ericson vars son Bob Erixon övertog verksamheten under åren 1986-87, då som GEAB. GEAB såldes under 2004 till Telia och ägdes sedan av The Phone House, Dixons Carphone efter att tidigare ägarna The Carphone Warehouse och nuvarande delägarna Dixons Retail slagits samman och bildat Dixons Carphone . The Phone House har butiker i Sverige, Storbritannien, Portugal, Nederländerna, Norge, Spanien, Tyskland och Irland. I Sverige har The Phone House ca 500 anställda och 102 butiker under ledning av vd:n Niclas Eriksson. Totalt har The Phone House över 2400 butiker i Europa. PhoneHouse i Sverige såldes senare till Elgiganten. 

### Norge
År 2015 etablerades Elkjøp Phone House i Norge och har än så länge 22 butiker i Norge och dessa butiker hette tidigare Elkjøp Express. De båda kedjorna bytte namn i Norge till Elkjøp Phone House från våren år 2015 och detta namnbyte påverkade samtliga 22 butiker i Norge.

## Historiska milstolpar
- 1984 Företaget grundas av Bob Erixon 1984, som GEAB
- 1998 GEAB köps av Carphone Warehouse
- 2003 Phone House får sitt nuvarande namn
- 2006 Företaget etableras i USA under namnet Best Buy Mobile
- 2008 Vinnare Guldmobilen [4]
- 2008 Phone House utsett till årets IT-återförsäljare [5]
- 2009 Vinnare Guldmobilen [6]
- 2010 Vinnare Guldmobilen [7]
- 2011 Vinnare Guldmobilen [8]
- 2011 Phone House lanserar butikskonceptet och tekniksupporten Geek Squad i Sverige.
- 2012 Charles Dunstone, grundare av Carphone Warehouse, blir adlad.[9]
- 2013 Phone House blir återigen helägt av Carphone Warehouse och samarbetet med Best Buy avslutas.
- 2014 Phone House går ihop med Samsung för att öppna det nya butikskonceptet Samsung Experience Store [10].
- 2014 The Phone House ägare The Carphone Warehouse slår ihop sig med Dixons Retail och bildar Dixons Carphone. Något som innebär att Elgiganten och The Phone House får samma ägare [11].
- 2015 bytte de svenska butikerna namn från The Phone House till Elgiganten Phone House
- 2015 The Phone House tar och etableras i Norge från och med våren år 2015 men under namnet Elkjøp Phone House i Norge

## Samsung Experience Store
I januari 2014 offentliggjordes att Phone House tillsammans med Samsung skulle lansera ett nytt butikskoncept i Europa; Samsung Experience Store . Utmärkande för konceptet är att det alltid ska finnas de nyaste och mest innovativa Samsungprodukterna inom mobiltelefoni i butikerna, men mobilabonnemang från samtliga operatörer i mål att alltid kunna optimera användningen av produkten utifrån kundens behov. Den första Samsung Experience Store öppnades i Täby centrum i Stockholm den 27 mars .